# Canning Town (stacja metra)
Canning Town – naziemna stacja metra w Londynie i Docklands Light Railway (DLR), położona w dzielnicy Newham. Powstała w 1847 jako stacja kolejowa. W 1994 zawitały na niej również składy DLR, a pięć lat później także metra (Jubilee Line). W 2006 kolejowa część stacji została zamknięta. Planowana jest jej przebudowa, aby w przyszłości mogła posłużyć nowej linii DLR. Z metra na stacji korzysta ok. 8,1 mln pasażerów rocznie. Należy do trzeciej strefy biletowej.